# Deuterotinea nervatella
Deuterotinea nervatella är en fjärilsart som beskrevs av Joannis 1917. Deuterotinea nervatella ingår i släktet Deuterotinea och familjen Eriocottidae. Inga underarter finns listade i Catalogue of Life.